# Dikanäs kyrka
Dikanäs kyrka är en kyrkobyggnad i Dikanäs. Den tillhör Vilhelmina församling i Luleå stift och stod klar 1833.

## Historia
Efter att ha firat kyrkhelg i Fatmomakke reste pastor Per Olof Grönlund i juli 1828 till Dikanäs för att sammanträffa med nybyggarna i Vojmådalen. Dessa beklagade sig då över att det var så långt till sockenkyrkan i Vilhelmina och bad pastorn att han skulle försöka få bygga ett kapell i Dikanäs. Kapellaget skulle utgöras av nybyggarna i Dajkanvik, Kittelfjäll, Henriksfjäll, Skansnäs, Matsdal, Dikanäs, Sunnansjö och Västansjö. Det rörde sig om totalt 13 nybyggare, varav tre var samer.
Pastor Grönlund skickade omgående in en ansökan till domkapitlet i Härnösand, och 1829 lämnade Kungliga Kanslistyrelsen tillstånd till kapellbyggnadens uppförande. 200 riksdaler anslogs ur Lappmarkens ecklesiastikverks fond. År 1831 utsynades en tomt för kapell och begravningsplats. Byggnaden timrades upp sommaren 1832 och stod färdig på våren 1833. Troligen invigdes kapellet samma sommar. Hädanefter firades kyrkhelg under kyrkoherdens ledning två gånger om året i Dikanäs, en vecka före eller efter kyrkhelgen i Fatmomakke.

### Utformning
Kyrkan, som uppfördes utan arkitektritningar, fick ursprungligen en enkel och traditionell utformning med ett timrat långhus, ett västligt torn och en asymmetriskt placerad sakristia i öster. Tornet bestod av tre kubiska volymer som minskade i storlek uppåt och kröntes av ett tälttak. Takfallen täcktes med näver och takved. Under 1890-talet genomgick kyrkan flera förändringar, och ett fotografi från denna period visar en rödfärgad fasad med vita rektangulära fönster och spåntak. 
Omkring 1890 panelkläddes kyrkan, men den nuvarande stående locklistpanelen tillkom först vid Karl Martin Westerbergs omfattande restaurering 1932–34. Denna restaurering var genomgripande och gav kyrkan till stor del sitt nuvarande utseende. Sakristian revs, korfönstret i öster sattes igen, och ett nytt, bredare utskjutande kor tillbyggdes. Tornet utökades med en ny sakristia och ett nytt vapenhus. Ingången flyttades till den södra tillbyggnaden, och exteriören bytte färgsättning från röd till ockragul.
År 1983 genomfördes en omfattande utvändig restaurering under ledning av arkitekt Bengt Lidström, där kyrkans ursprungliga utformning delvis återställdes. Ingången placerades åter i väster, och en ny ytterbro med ramp tillkom. Kyrkans exteriör målades vit, en färgsättning som har varierat genom åren från omålad till faluröd, vit, ockragul och åter vit sedan slutet av 1950-talet. Interiören har också genomgått stora förändringar. Före restaureringen 1932 beskrevs inredningen som enkel, med vitmålade väggar och tak, smala bänkar och en enkel altarring. 
Vid restaureringen 1932–34 flyttades sakristian, panelen byttes ut, och ny bänkinredning, altarring och altartavla tillkom. Elektrisk uppvärmning installerades 1948. Vid Bengt Lidströms restaurering 1983 skedde en viss återgång till den gamla planlösningen. Huvudentrén placerades åter i väster, koret inreddes till sakristia, och predikstolen flyttades tillbaka till sin ursprungliga plats vid den norra väggen. Antalet bänkar reducerades, och väggar och valv målades om i äggoljetempera.

### Kyrkogården
Dikanäs kyrkogård har en oklar historia, särskilt när det gäller den första begravningen. De äldsta bevarade gravvårdarna finns söder om kyrkan, men ett foto från 1890-talet visar mest skog i området. Under 1930-talet genomgick kyrkogården förändringar, med ett vitmålat brädstaket som uppfördes efter kyrkans utbyggnad 1932. År 1935 föreslog länsträdgårdsmästare Emil Söderling en utvidgning som genomfördes 1938, vilket innebar att kyrkogården expanderade åt väster och söder. En ytterligare utvidgning skedde 1970, troligen mot norr. 
Vegetationen domineras av björkar, med inslag av granar och tallar. Gravstenar står i gräsmatta, och söder om kyrkan finns ett enkelt järnkors samt äldre gravstenar. Öster om kyrkan står ett utedass och en timrad likbod från 1874, båda målade i Falu rödfärg. Likboden används numera som redskapsbod.

## Inventarier
När kyrkan renoverades på 1930-talet fick den en ny interiör, men vid renovering 1983 fick kyrkan tillbaka sin gamla interiör. Altartavlan, "Jesus den gode herden" är målad av Torsten Nordberg på 1930-talet. Den tidigare altartavlan målad av J. Meurk finns numera i sakristian. Predikstolen från 1786 har enligt traditionen tillhört Åsele kyrka. Orgeln är tillverkad 1985 av J. Menzel. Kyrkans första pedalorgel finns på Vilhelmina Museum. Textilier och mässkrudar är broderade med vackra tennbroderier av Andreas och Syrene Wilks. I vapenhuset finns en båtmodell i tenn föreställandes m/s Vojmsjön, som transporterade passagerare, timmer och gods på Vojmsjön från 1911 till 1940-talets början, då landsväg till Dikanäs var färdigbyggd. Modellen skänktes 1939 till Anton Lundberg (båtens kapten, och en av bröderna som byggt den) och efter att han avlidit skänkte dödsboet modellen till kyrkan.
Den lilla kyrkklockan, gjuten 1843, sitter inne i kyrkan och används vid tacksägelseringningen. I tornet sitter lappmarkens äldsta kyrkklocka, gjuten 1647 och skänkt av drottning Kristina till den första kyrkan i Åsele. Den nuvarande storklockan är från 1933.

### Orgel
- 1945 bygger Åkerman & Lunds Nya Orgelfabriks AB, Sundbybergs stad en orgel med 7 stämmor, två manualer och pedal.
- Den nuvarande orgeln är byggd 1985 av Johannes Menzel Orgelbyggeri AB, Härnösand och är en mekanisk orgel. Orgeln står i koret. Svällaren är till för alla stämmor i manualen utom Principal 4'.

| Manual            | Pedal      | Koppel   |  |
| Fugara 8’         | Subbas 16’ | Man/Ped. |  |
| Rörflöjt 8'       |            |          |  |
| Principal 4'      |            |          |  |
| Spetsflöjt 4’     |            |          |  |
| Waldflöjt 2'      |            |          |  |
| Mixtur II         |            |          |  |
| Crescendosvällare |            |          |  |